# Rapusudden
Rapusudden är en udde i Finland. Den ligger i Pargas stad i landskapet Egentliga Finland, i den södra delen av landet, 140 km väster om huvudstaden Helsingfors.
Terrängen inåt land är platt. Havet är nära Rapusudden österut. Runt Rapusudden är det glesbefolkat, med 10 invånare per kvadratkilometer. Närmaste större samhälle är Åbo, 19,4 km nordväst om Rapusudden. I omgivningarna runt Rapusudden växer i huvudsak blandskog.